# Quần đảo Sunda
Quần đảo Sunda là một nhóm các đảo ở phía tây của quần đảo Mã Lai. Chúng được chia thành 2 nhóm:
- Quần đảo Sunda Lớn
  - Borneo
  - Java
  - Sumatra
  - Sulawesi

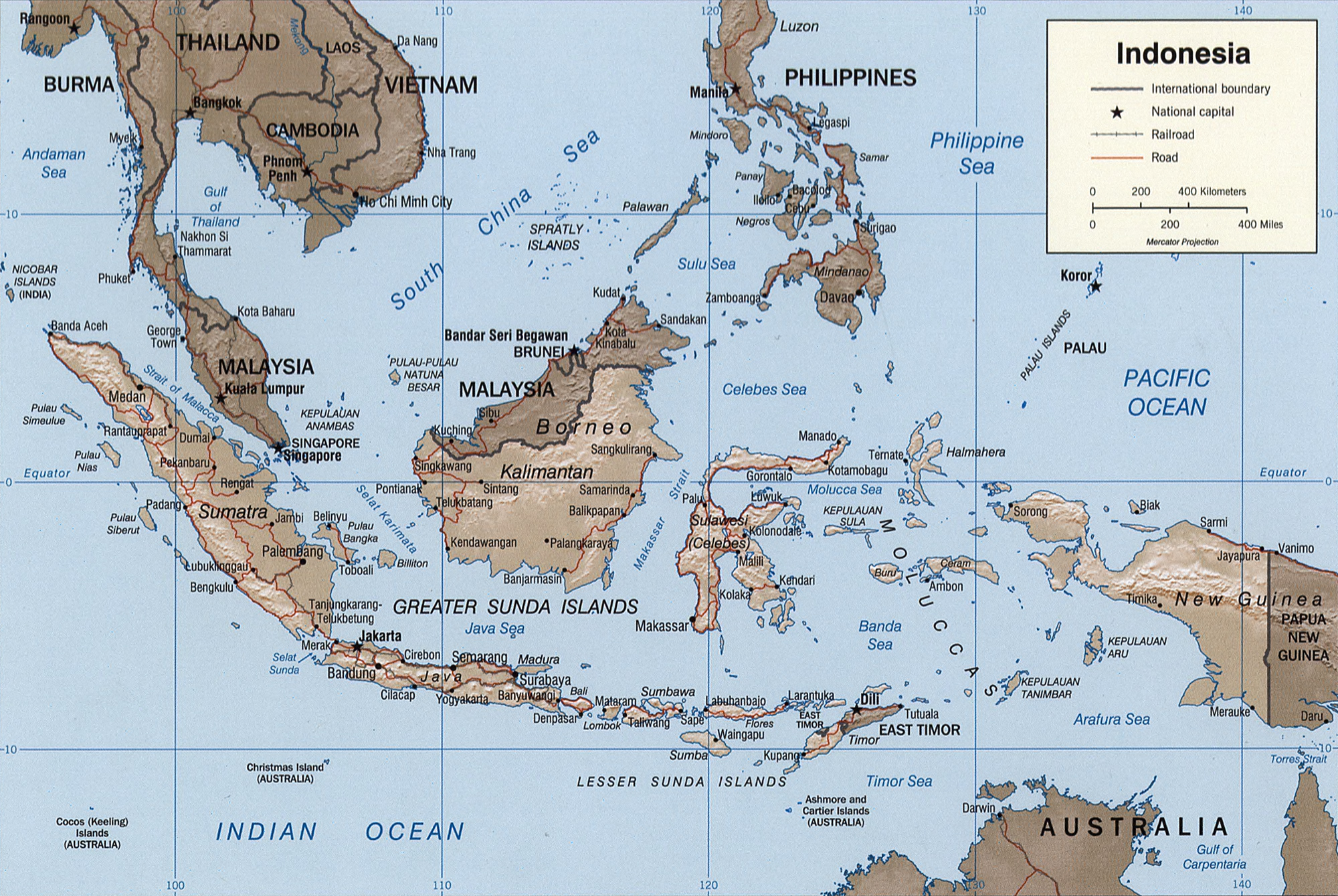
Malay Archipelago

- Quần đảo Sunda Nhỏ, từ tây sang đông
  - Bali
  - Lombok
  - Sumbawa
  - Flores
  - Sumba
  - Timor
  - Quần đảo Alor
  - Quần đảo Barat Daya
  - Quần đảo Tanimbar

Quần đảo này thuộc lãnh thổ của các quốc gia: Brunei, Đông Timor, Indonesia, và Malaysia.

## Người Sunda
Người Sunda là một dân tộc ở phía tây của đảo Java, phần lớn là người theo Hồi giáo và nói một ngôn ngữ riêng gọi là tiếng Sunda.
2°00′N 110°00′Đ / 2°N 110°Đ